# Prawo ubezpieczeń gospodarczych
Prawo ubezpieczeń gospodarczych (w skrócie P.u.g.) – zespół norm prawnych regulujących stosunki społeczne i zobowiązaniowe powstałe między oznaczonymi umową ubezpieczenia podmiotami. Podmiotami tych norm są z jednej strony – zawsze zakład ubezpieczeń, z drugiej – ubezpieczający, ubezpieczony, uposażony, uprawniony z umowy, zobowiązany do wyrównania szkody itp., więc każdy podmiot, którego interes prawny lub majątkowy wiąże się z umową ubezpieczenia.

## Prawo ubezpieczeń gospodarczych jako dział prawa
Prawo ubezpieczeń gospodarczych należy do działu prawa prywatnego, regulującego stosunki społeczne w oparciu o podstawową zasadę równości stron tego stosunku, w przeciwieństwie do prawa publicznego, które wyróżnia dominująca pozycja co najmniej jednej ze stron stosunku, jaką jest organ państwa, samorządu terytorialnego lub innej jednostki powołanej do realizacji interesów publicznych. P.u.g., jako kompleksowa dziedzina prawa przyporządkowana jest do jednego z działów prawa cywilnego, zwanego prawem zobowiązań. Z kolei prawo zobowiązań jest działem jednej z gałęzi prawa prywatnego, wyróżnionej pod postacią prawa cywilnego.

## Historyczny rozwój regulacji

### Pierwsze regulacje
Zespół norm prawa ubezpieczeń gospodarczych, całościowo regulujących tę instytucję pojawił się na świecie stosunkowo niedawno. Wprawdzie pierwszą regulacją prawną była szwajcarska ustawa z 2 kwietnia 1908 r., to jednak prym pierwszeństwa przyznaje się niemieckiej ustawie z 30 maja 1908 r. o umowie ubezpieczenia, która była wzorem dla ustawy szwajcarskiej, jak i ustawy austriackiej z 23 grudnia 1917 r. Pierwsze pojedyncze przepisy odnoszące się do praubezpieczeń można znaleźć ponad trzy i pół tysiąca let temu – w Prawach Hammurabiego (XVII wiek p.n.e.).

### Prawo polskie
Początek rozwoju polskiego ustawodawstwa zaczyna się ustawą z 21 czerwca 1921 r. o przymusie ubezpieczeń budowli od ognia i o Polskiej Dyrekcji Ubezpieczeń Wzajemnych, a następnie Rozporządzeniem Prezydenta RP z 24 lutego 1928 r. o przepisach tymczasowych dotyczących umowy ubezpieczenia. Do czasu wejścia w życie ustawy z 28 marca 1952 r. w Polsce obowiązywały ustawy z okresu rozbiorów (niemiecka i austriacka) oraz Rozporządzenie Prezydenta RP. Kolejne daty nowych ustaw to 1958, 1984, 1990, aż do dzisiejszych „ustaw ubezpieczeniowych” z 2003 i 2015 r. Przełomem w prawnej regulacji umowy ubezpieczenia było wprowadzenie jej do Kodeksu cywilnego w 1964 r. Z tą chwilą umowa ubezpieczenia zyskała miano umowy nazwanej, regulowanej w większości bezwzględnie obowiązującymi przepisami Księgi trzeciej, Tytułu XXVII KC (zob. – art. 817).

## Istota ubezpieczenia
Z istoty działalności ubezpieczeniowej wynika, że dzięki gromadzeniu znacznej ilości niewielkich sum tworzących pewien kapitał, jeden podmiot (ubezpieczyciel) zdolny jest do poniesienia ciężaru ekonomicznego wyrównania skutków zdarzeń jednej z osób biorącej czynny udział w gromadzeniu tych środków. Z ekonomicznego punktu widzenia bezpieczeństwo finansowe zakładu ubezpieczeń zapewnia głównie sposób wyliczenia pojedynczych wpłat, tak aby na przestrzeni pewnego okresu ubezpieczyciel zdolny był do większych, ale rzadszych wypłat.
Istotą każdego stosunku ubezpieczenia jest wypłata przez ubezpieczyciela świadczenia, pod warunkiem zajścia zdefiniowanego umową wypadku w życiu lub mieniu ubezpieczonego (zob. art. 805 KC). Na ogół praw i obowiązków regulujących ubezpieczenia gospodarcze składają się przepisy ogólne o umowie ubezpieczenia (art. 805 do 820 KC) i dwie części szczegółowe – o ubezpieczeniach majątkowych (art. 821 do 828 KC) i o ubezpieczeniach osobowych (art. 822 do 834 KC).

## Rodzaje ubezpieczeń
W ramach ubezpieczeń majątkowych wyróżnia się:
- ubezpieczenia mienia
- ubezpieczenia odpowiedzialności cywilnej.

Z kolei w ramach ubezpieczeń osobowych rozróżnia się:
- ubezpieczenia na życie – śmierci osoby ubezpieczonej lub dożycia przez nią oznaczonego wieku
- ubezpieczenia następstw nieszczęśliwych wypadków – uszkodzenia ciała, rozstroju zdrowia lub śmierci wskutek nieszczęśliwego wypadku.

Regulacja prawna zawarta w ustawach ubezpieczeniowych, zachowując pozycję norm szczególnych w stosunku do przepisów Kodeksu cywilnego, dotyczy sposobu, formy i zakresu wykonywania działalności ubezpieczeniowej, pośrednictwa i nadzoru ubezpieczeniowego.

## Współczesna regulacja działalności ubezpieczeniowej
Na podstawie przepisów Kodeksu cywilnego oraz ustaw ubezpieczeniowych ubezpieczenia gospodarcze stanowią kompleksowo uregulowaną instytucję prawną. Prowadzenie działalności ubezpieczeniowej lub wykonywanie czynności, które normy prawa kwalifikują do czynności ubezpieczeniowych odbywać się może pod ścisłym nadzorem organu państwa. Organem tym jest Komisja Nadzoru Finansowego. W ramach publiczno-prawnych norm prawa ubezpieczeń gospodarczych znajdują się normy regulujące: zakładanie, działanie i likwidacje zakładu ubezpieczeń, wykonywanie działalności ubezpieczeniowej, pośrednictwa ubezpieczeniowego, nadzoru nad tą działalnością, a także normy penalizujące zachowania, które uznane zostały przez ustawodawcę za sprzeczne z przyjętym, w regulowanych stosunkach ubezpieczenia, porządkiem prawnym.
Prawo ubezpieczeń gospodarczych wprowadza także normy prywatno-prawne, których zadaniem jest regulowanie pojedynczego stosunku ubezpieczenia oraz zapewnienie możliwości skorzystania przez stronę umowy z władczej ingerencji państwa w realizację praw nabytych tą umową.
Podstawowym aktem regulującym działalność ubezpieczeniową jest ustawa z dnia 11 września 2015 r. o działalności ubezpieczeniowej i reasekuracyjnej. Uzupełnieniem jest ustawa z dnia 22 maja 2003 r. o ubezpieczeniach obowiązkowych, Ubezpieczeniowym Funduszu Gwarancyjnym i Polskim Biurze Ubezpieczeń Komunikacyjnych, a także ustawa z dnia 22 maja 2003 r. o nadzorze ubezpieczeniowym i emerytalnym i ustawa z dnia 15 grudnia 2017 r. o dystrybucji ubezpieczeń. Regulacje ubezpieczeniowe uzupełnia ustawa z dnia 21 lipca 2006 r. o nadzorze nad rynkiem finansowym. Systemowe, jak się uważa rozwiązanie zagadnień regulacyjnych umowę ubezpieczenia nie jest wolne od wad. Główną jest umieszczenie norm publicznoprawnych z prywatnoprawnymi w tym samym akcie prawnym.
Rozbudowany dziś system norm ubezpieczeń gospodarczych obejmuje także regulacje występujące poza wymienionymi ustawami. Przykładem są zasady dopłat państwa do ubezpieczeń płodów rolnych i zwierząt od padnięcia, obowiązek zawarcia umowy ubezpieczenia w związku z wykonywaniem niektórych rodzajów działalności gospodarczej lub zawodowej. Nie można niewspomnieć jeszcze o normie wynikającej z art. 56 KC zgodnie, z którą poza treścią ustawy znaczenie w obrocie prawnym będą miały zasady współżycia społecznego (zwane coraz częściej zasadami dobrych obyczajów) i ustalone zwyczaje.